# 파올라 티라도스
파올라 티라도스(Paola Tirados, 본명: 파올라 티라도스 산체스, Paola Tirados Sánchez, 1980년 1월 14일 ~ )는 스페인의 아티스틱스위밍 선수이다. 2000년 하계 올림픽, 2004년 하계 올림픽, 2008년 하계 올림픽에 출전했다.